# Märkische Heide, märkischer Sand
Märkische Heide, märkischer Sand (Bruyère de la Marche [de Brandebourg], sable de la Marche) est une chanson allemande, hymne non officiel du Brandebourg composée en 1923.

## Historique
La chanson a été composée par Gustav Büchsenschütz (de) le jour de l'Ascension le 10 mai 1923. L'inspiration lui est venu lors d'une nuit passée dans une auberge de jeunesse à Oberkrämer. Néanmoins, la paternité du texte et de la mélodie reste controversée.
Appréciée du pouvoir nazi, elle sera notamment diffusée dans des carnets de chant et ses paroles seront également retravaillées. Du fait de cette popularité, la chanson sera mise sous silence pendant l’époque de la République démocratique allemande.
Les tentatives du SPD (1994) et du DVU (2007) pour donner à la chanson le statut d'un hymne national officiel ont échoué.